# 6 Batalion Saperów (1939)
6 6atalion saperów (6 bsap) – pododdział saperów Wojska Polskiego II RP z okresu kampanii wrześniowej.
Batalion nie występował w pokojowej organizacji wojska. 3 lipca 1939 roku 5 batalion saperów sformował w alarmie batalion saperów dla 6 Dywizji Piechoty.
6 baon saperów o składzie: dowództwo baonu, dwie kompanie liniowe po 4 plutony, jedna kompania zmotoryzowana, pluton minerski i pluton transportowy oraz kolumna saperska. W czerwcu 1939 6 bsap udał się na Śląsk w celu wykonania prac saperskich. 25 sierpnia batalion osiągnął gotowość bojową i transportem kolejowym przeniósł się na Śląsk.

## Struktura i obsada etatowa
Obsada personalna we wrześniu 1939:
Dowództwo batalionu
dowódca – mjr Jan Władyka
zastępca dowódcy – kpt. inż. Antoni Trentowski
- adiutant – por. Karol Domański
- oficer materiałowy – ppor. Witold Wierzchowski
- oficer płatnik – ppor. rez. Chmielewski
- szef dowództwa – st. sierż. Marian Olszaniecki
- 1 kompania saperów – kpt. inż. Antoni Trentowski
- dowódca plutonu – ppor. rez. Balowski
- szef kompanii – sierż. Szymczyk
- 2 kompania saperów – por. Kazimierz Wojewoda[a] od 20 IX 1939 w niewoli niemieckiej[5]
- 3 zmotoryzowana kompania saperów – kpt. Marian Wiśniewski
- szef kompanii – sierż. Stanisław Ormaniec
- dowódca kolumny saperskiej – por. sap. rez. Wacław Służałek †1940 Charków[6]